# Рудно (Железнікі)
Рудно (словен. Rudno) — поселення в общині Железнікі, Горенський регіон, Словенія. Висота над рівнем моря: 515,6 м. У 2023 році населення складало 214 осіб.